# Setophaga angelae
La dendroica di Angela (Setophaga angelae Kepler e Parkes, 1972) è un uccello passeriforme della famiglia dei Parulidi, endemico di Porto Rico.
Sia il nome comune che quello scientifico commemorano Angela Kepler, una degli scopritori. Insettivora, si alimenta spigolando piccoli insetti dalle foglie.
A causa della popolazione ridotta e dell'habitat limitato, pur essendo specie protetta dal 1982, la dendroica ha ancora bisogno di protezione. Non si tratta di una specie gravemente in pericolo, dato che la maggior parte del suo areale giace all'interno di foreste protette, ma le specie introdotte, quali ratti e manguste di Giava, la riduzione dell'habitat e i disastri naturali rappresentano potenziali minacce per la popolazione.

## Descrizione
Le regioni superiori di questa dendroica sono prevalentemente nere con aree bianche, mentre quelle inferiori sono bianche con striature nere. Altre caratteristiche che ne consentono l'identificazione sono gli occhi color marrone scuro, le macchie bianche su orecchie e collo, un anello perioculare bianco imcompleto, una striscia oculare bianca e due macchie bianche sulle penne esterne della coda. Come le altre specie di dendroica delle Antille (S. adelaidae, S. delicata, S. plumbea e S. pharetra), questa specie ha un lungo becco e brevi ali arrotondate (lunghe in media 53,8 mm). Tra le specie del genere Setophaga, solamente S. adelaidae ha ali mediamente più corte (50 mm) della dendroica di Angela. I giovani differiscono dagli adulti per avere il dorso di colore verde-grigiastro, caratteristica che mantengono per circa un anno e che varia in parte dopo la muta di luglio-ottobre. Gli esemplari adulti di dendroica di Angela misurano 12,5 cm di lunghezza e pesano in media 8,4 g. Nella specie non si riscontra dimorfismo sessuale.

### Identificazione

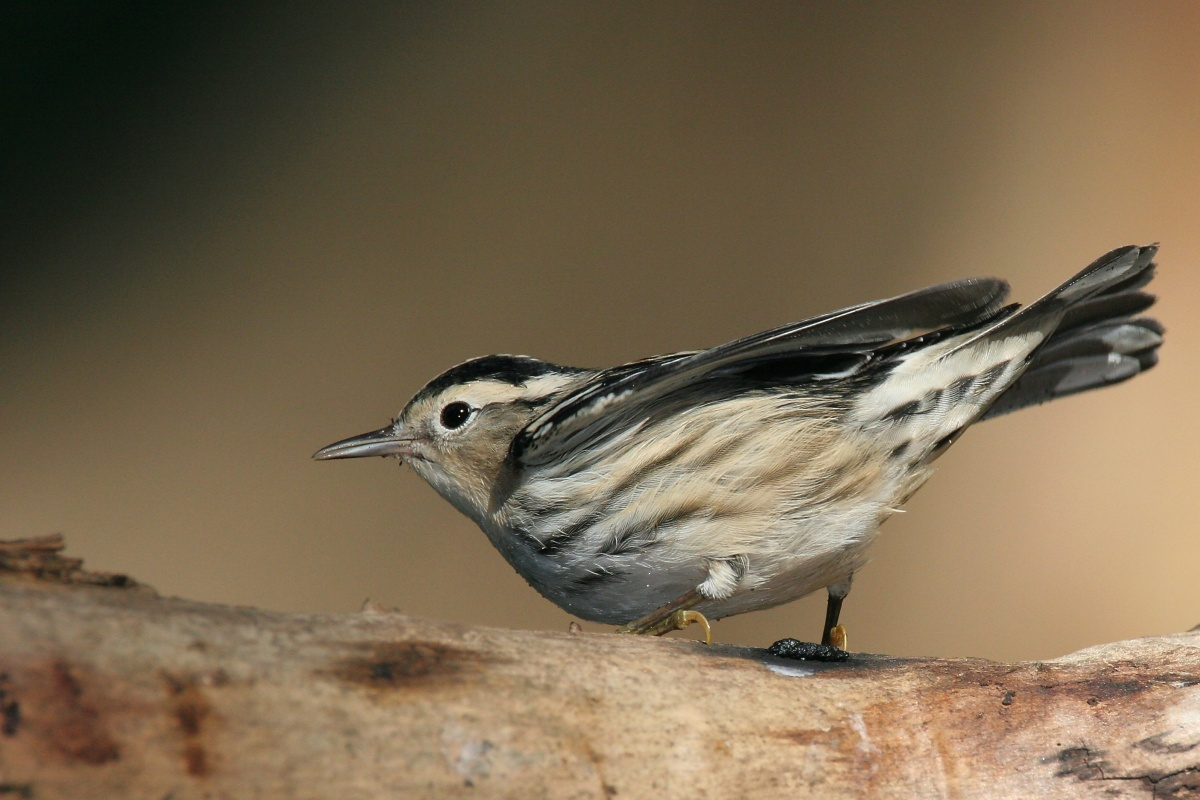
Parula bianca e nera, una specie comunemente scambiata per la dendroica di Angela.

La dendroica di Angela viene spesso confusa con la parula bianca e nera (Mniotilta varia), una specie che non nidifica nei Caraibi presente a Porto Rico tra la metà di settembre e i primi di maggio. Le due specie si differenziano soprattutto per gli occhi. La dendroica di Angela ha un anello perioculare bianco incompleto, mentre la parula bianca e nera presenta una banda bianca attraverso l'occhio e solo la metà inferiore di un anello perioculare bianco. Un'altra caratteristica distintiva è nella sommità del capo, interamente nera nella dendroica di Angela e attraversata da una banda bianca nella parula bianca e nera. Quest'ultima specie, inoltre, va in cerca di cibo sui rami più grandi degli alberi, mentre la dendroica di Angela si aggira nella volta e sui rami più piccoli.

## Biologia

### Riproduzione
La dendroica di Angela si riproduce da marzo a giugno. Entrambi i genitori si occupano della costruzione del nido e dell'alimentazione dei piccoli. Il nido viene costruito vicino al tronco di un Bulbophyllum wadsworthii in una spessa lettiera di foglie secche, generalmente di Cecropia (un materiale non utilizzato da nessun'altra specie di parulide). Il nido è ben nascosto e situato tra gli 1,3 e i 7,6 m di altezza. È a forma di coppa e viene costruito con piccole radici, ramoscelli e foglie secche di Chusquea abietifolia, B. wadsworthii e Panicum maximum. L'interno è foderato con fibre di C. abietifolia, foglie secche e altro materiale vegetale. La femmina depone due o tre uova bianche punteggiate da macchioline rosso-brune. La dieta dei piccoli è costituita da insetti - i genitori sono stati visti offrire ai nidiacei lepidotteri e ortotteri adulti e larve di lepidottero.

### Alimentazione
La dendroica di Angela viene scorta comunemente mentre si aggira in cerca di insetti tra i piani medi della volta. Mentre è in cerca di cibo si unisce spesso a stormi di altri uccelli, come parule bianche e nere, tangare di Porto Rico e piuì delle Piccole Antille. Sono stati descritti tre tipi diversi di manovra per catturare le prede - la spigolatura, la cattura in volo e il sondaggio. La spigolatura consiste nel raccogliere le prede beccandole dal fogliame o da qualsiasi altra superficie. La cattura in volo, come indica il nome, consiste nel ghermire le prede in aria. Il sondaggio è una manovra nella quale l'uccello, con il becco, tasta il substrato in cerca di cibo, in modo simile ai polli che razzolano. La spigolatura, specialmente dal fogliame, è la manovra applicata più di frequente, mentre il sondaggio è quella meno usata.

### Voce
Il canto e il richiamo della dendroica di Angela sono difficili da udire. La specie ha una voce tenue e il richiamo e il canto da essa emessi somigliano a quelli della cereba gialla, la specie di uccello più abbondante a Porto Rico. Il canto è costituito da una serie di «brevi note su un tono piuttosto dissonanti e pronunciate rapidamente, che aumentano di volume e terminano con una breve serie di doppie sillabe distinte dal suono leggermente più basso di tono», mentre il richiamo è stato descritto come «un singolo, breve, metallico chip».

## Distribuzione e habitat
Quando venne scoperta, si pensava che la dendroica di Angela fosse presente solamente a quote elevate, tra i 640 e i 1030 m, nelle foreste nane o «foreste degli elfi» (elfin forests) della foresta nazionale di El Yunque, nella parte orientale di Porto Rico. Queste foreste sono costituite da alberi piegati dal vento che superano raramente i 5 m di altezza, con rami spessi e rigidi e foglie coriacee, e sul loro terreno si sviluppa un impenetrabile e fitto sottobosco ideale per nascondersi dai predatori. Studi successivi hanno mostrato che la specie migra stagionalmente verso quote inferiori, tra i 370 e i 600 m, in foreste di tabonuco (Dacryodes excelsa) e palo colorado (Cyrilla racemiflora). Altre tre popolazioni furono poi scoperte nella foresta statale di Maricao (1972, la popolazione conosciuta più numerosa), nella foresta statale di Carite (1977) e nella foresta statale di Toro Negro (fine anni '70).
Attualmente, si presume che la specie sia scomparsa da due di queste località, e che si trovi solamente nella foresta nazionale di El Yunque e nella foresta statale di Maricao. Le foreste degli elfi di El Yunque sono caratterizzate da elevate piovosità e umidità, basse temperatura e irradiazione solare, e venti costanti. Si sviluppano sulla sommità dei monti e sono costituite soprattutto da fitti cespugli e piccoli alberi con muschi ed epifite che crescono sulle piante e sul terreno. La biodiversità di questo habitat è minore se paragonata a quella degli altri tipi di foresta (di tabonuco, palo colorado e palme sierra [Prestoea]) che crescono sui monti Luquillo. La foresta degli elfi di Maricao, situata nella parte occidentale di Porto Rico, riceve in media 2250 mm di pioggia all'anno, una quantità piuttosto elevata se si considera che una foresta pluviale, per definizione, ne riceve una quantità minima annuale di 1700 mm. Tuttavia, dal momento che il suolo di questa zona non è in grado di trattenere bene l'acqua, la vegetazione è più xerica di quanto si potrebbe aspettare. La maggiore densità di esemplari di dendroica di Angela si riscontra nelle foreste di Podocarpus della foresta statale di Maricao. Riguardo alle foreste degli elfi di Toro Negro e di Carite non abbiamo ancora dati precisi.

## Tassonomia
Venne osservata per la prima volta nel 1968 da Cameron e Angela Kepler mentre stavano conducendo osservazioni su due specie di uccelli endemiche di Porto Rico, l'amazzone di Porto Rico e il todo di Porto Rico. Il 18 maggio 1971 ne venne catturato un esemplare nella foresta nazionale di El Yunque; all'epoca si riteneva che fosse presente solamente in questa zona. Un anno dopo Kepler e Parkes descrissero e assegnarono un nome alla specie, che divenne così la più recente specie del genere Setophaga a essere descritta. Inoltre, si tratta della prima specie descritta nei Caraibi dal 1927 e la prima specie portoricana descritta nel XX secolo. Sia il nome comune che quello scientifico commemorano Angela Kepler; la specie è nota come Elfin woods warbler in inglese e Reinita de Bosque Enano in spagnolo, le due lingue che si parlano a Porto Rico. La specie venne inizialmente inserita nel genere Dendroica, ma nel 2011 l'Unione americana di ornitologia riorganizzò la classificazione della famiglia dei Parulidi e trasferì tutte le specie di Dendroica nel genere Setophaga. Tale revisione tassonomica è stata adottata anche dall'Unione internazionale di ornitologia.
Un'analisi filogenetica effettuata a partire da sequenze di DNA mitocondriale di vari parulidi ha mostrato che all'interno del genere Setophaga la dendroica di Angela è più imparentata strettamente con la dendroica frecciata, una specie endemica della Giamaica, e con la dendroica plumbea, endemica delle isole di Dominica e Saint Lucia.

## Conservazione

### Popolazione

Luoghi ove è presente la dendroica di Angela (2001).

Nel settembre 1989, l'uragano Hugo si abbatté sulle regioni centrali e orientali di Porto Rico, colpendo tre delle quattro popolazioni conosciute di dendroica di Angela (quelle della foresta nazionale di El Yunque, di Toro Negro e di Carite). Nel corso di un sopralluogo effettuato due anni dopo nella foresta di Toro Negro, situata sulla Cordillera Central, non venne riscontrata la presenza di nessun esemplare. Recenti sopralluoghi sembrano indicare che, per ragioni tuttora sconosciute, le popolazioni di Carite e di Toro Negro siano probabilmente scomparse. Il continuo monitoraggio delle popolazioni di dendroica di Angela avviene attraverso un censimento effettuato ogni 3 o 4 anni dal Breeding Bird Survey di Porto Rico (PRBBS). Durante un sopralluogo condotto nel 2001 venne riscontrata la presenza di tre esemplari nella foresta statale di Maricao. Nel 2000, gli esperti della IUCN stimarono per la dendroica di Angela una popolazione stabile di 600 esemplari maturi. Più recentemente è stata stimata una popolazione costituita da non meno di 1800 esemplari maturi, il che equivale ad almeno 2700 esemplari in tutto.

### Minacce

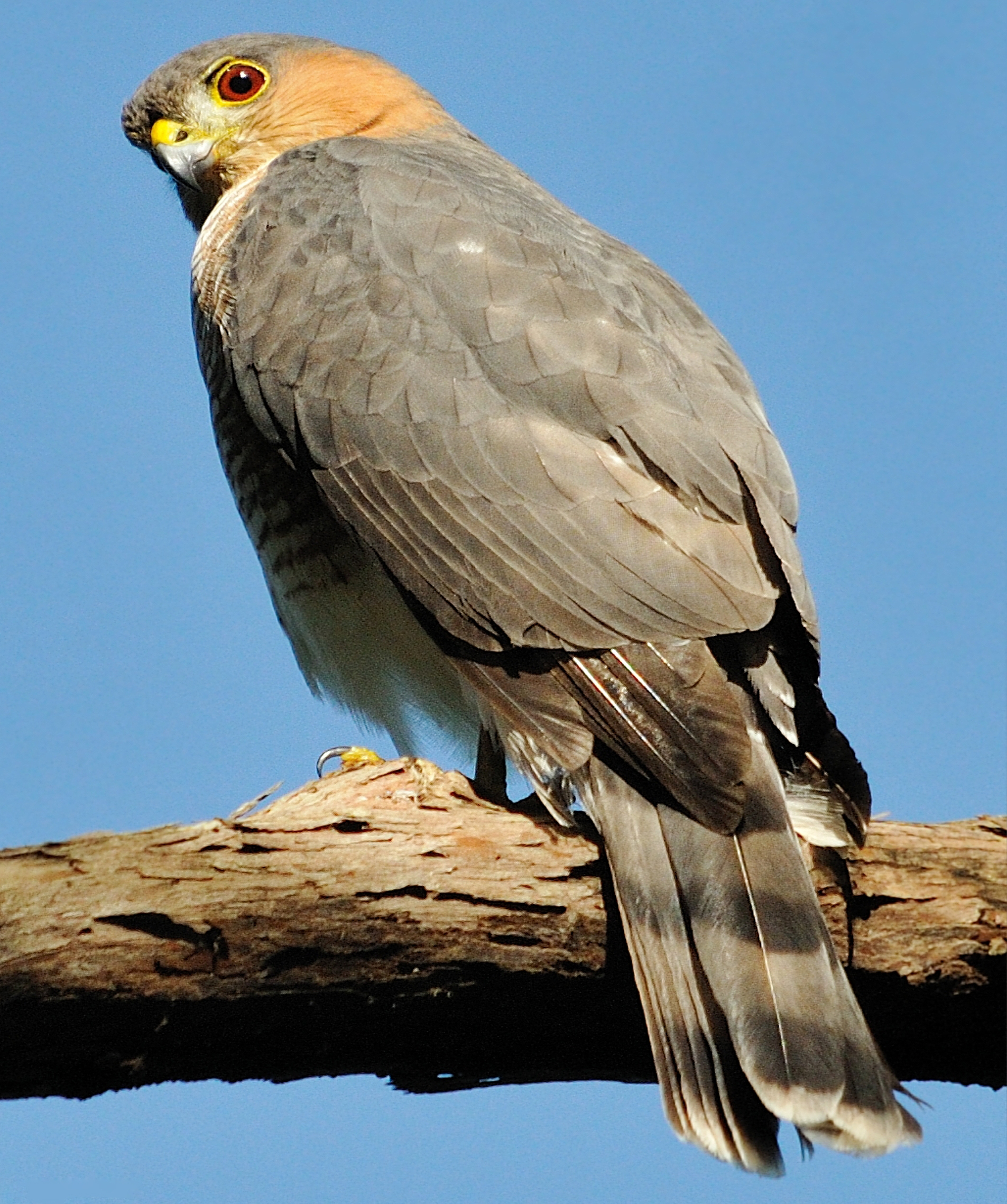
Lo sparviero striato di Porto Rico, predatore naturale della dendroica di Angela.

La sopravvivenza della dendroica di Angela deve fronteggiare due minacce principali, la predazione e la distruzione o alterazione dell'habitat disponibile. Tra i predatori endemici confermati figurano il mimo occhi di perla (Margarops fuscatus), lo sparviero striato di Porto Rico (Accipiter striatus venator) e, prima che scomparisse da Porto Rico, la cornacchia collobianco (Corvus leucognaphalus), mentre tra quelli presunti vi sono due specie endemiche di serpenti e vari altri carnivori noti unicamente a partire dai resti fossili. Anche le specie introdotte, quali gatti (Felis domesticus), cani (Canis lupus familiaris), ratti neri (Rattus rattus) e manguste di Giava (Herpestes javanicus), possono costituire una minaccia per i nidiacei. Queste specie hanno proliferato a causa della presenza di strutture artificiali, costruite soprattutto per scopi di comunicazione, nella foresta statale di Maricao e nella foresta nazionale di El Yunque. I fattori che contribuiscono alla distruzione dell'habitat della dendroica di Angela possono essere di origine antropica o naturale. Tra i primi vi sono la costruzione di torri di comunicazione, la raccolta di legname e l'espansione di strade e sentieri. Tra i secondi vi sono disastri naturali quali incendi forestali e uragani.

### Misure di protezione
La dendroica di Angela venne inserita nella lista delle specie candidate a godere della protezione dell'Endangered Species Act nel 1999 e tale annuncio venne pubblicato sul registro federale del 25 ottobre 1999, volume 64, no. 205, pagine 57.535-57.547. Lo United States Fish and Wildlife Service (FWS) iniziò a considerare l'idea di garantire protezione alla dendroica di Angela nel 1982. Nel 2005, un gruppo di scienziati, studenti, artisti e ambientalisti inviarono una petizione all'amministrazione Bush affinché fossero aggiunte 225 specie, tra cui la dendroica di Angela, all'Endangered Species Act. Di queste 225 specie, più di un terzo era sulla lista dei candidati da 20 anni o più, e metà da 10 anni o più. Recenti studi (2004) hanno inoltre indicato che dalla creazione dell'Endangered Species Act nel 1973, 114 specie degli Stati Uniti sono scomparse, soprattutto perché il governo federale non è riuscito a proteggere l'habitat nelle quali vivevano.
La IUCN valutò per la prima volta lo stato di conservazione della dendroica di Angela nel 1988. All'epoca venne inserita tra le specie a basso rischio/rischio minimo (lower risk/least concern). Nel 1994 venne trasferita tra quelle a basso rischio/prossime alla minaccia (lower risk/near threatened) e nel 2000 tra quelle vulnerabili (vulnerable), dove si trova tuttora. Una specie vulnerabile è, per definizione, una specie che «non corre una diretta o immediata minaccia di estinzione, ma il loro areale e popolazione ridotti potrebbero avere importanti implicazioni sulla sua sopravvivenza a lungo termine».